# Андре Ледик
Андре Ледик (фр. André Leducq; 27. фебруар 1904 — 18. јун 1980) је бивши француски професионални бициклиста, у периоду од 1926. до 1939. године. Ледик је двоструки шампион Тур де Франса. Као аматер освојио је златну медаљу у екипној трци на Летњим олимпијским играма 1924.

## Каријера
Ледик је рођен у Сент Уану, био је Аматерски светски шампион 1924, када је учествовао и на Олимпијским играма, где је освојио златну медаљу, а професионалац је од 1926. године. Исте године возио је Тур де Франс по први пут и завршио га је на четвртом месту, уз три етапне победе. Наредне године освојио је Париз—Рубе, а на Туру је освојио друго место и четири етапе. 1929. завршио је Тур тек на 11 месту, али је освојио пет етапа.
Године 1930., Ледик је освојио свој први Тур де Франс, победио је две етапе, а жуту мајицу носио је 13 дана. Наредне године освојио је Париз Тур, док је на Тур де Франсу завршио на 10 месту и освојио је једну етапу.
1932. освојио је Тур де Франс по други пут, а уз то је победио на шест етапа, а жуту мајицу је носио 19 дана.
Након тога, возио је још три пута Тур де Франс, али ниједном није био конкурентан за генерални пласман. Ледик је на Туру остварио 25 етапних победа, по чему заузима четврто место, иза Едија Меркса, Марка Кевендиша и Бернара Иноа.
Након завршетка каријере, основао је свој тим, који се такмичио педесетих.